# Eucereon mara
Eucereon mara là một loài bướm đêm thuộc phân họ Arctiinae, họ Erebidae.